# Morlaker
Morlaker (kroatiska, bosniska, rumänska: Morlaci, montenegrinska, serbiska: Морлаци/Morlaci, italienska: Morlacchi, grekiska: Μαυροβλάχοι)
är ett folkslag som tidigare främst levde kring de Dinariska alperna och livnärde sig som fåraherdar. De talade ett romanskt språk, men deras ursprung är oklart. De tros ha varit valaker.
Morlakerna levde tidigare i Bosniens, Kroatiens och Montenegros kustområden. Merparten av Morlakerna assimilerades under medeltiden med de omgivande slaverna.

## Språk
Det morlakiska språket är ett romanskt språk och är besläktat med det år 1898 utdöda dalmatiska språket, liksom med istro-rumänska.